# Enrico Cuccia

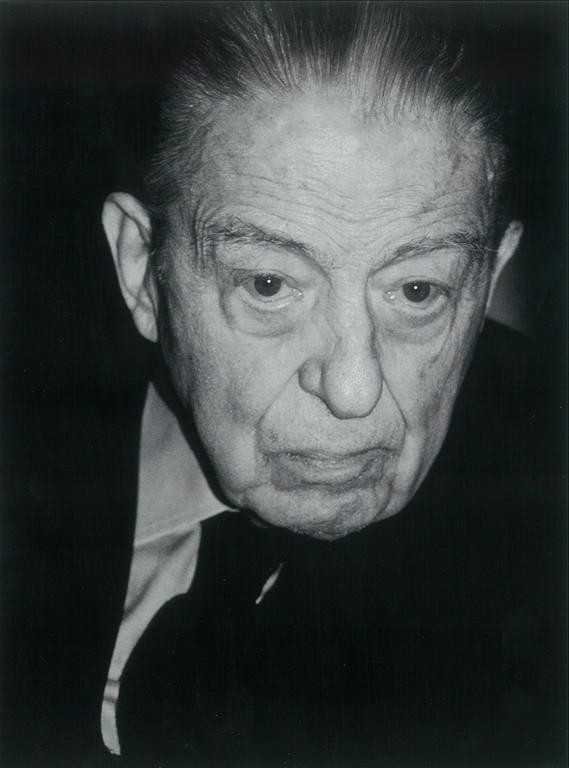
Enrico Cuccia, 1980er Jahre

Enrico Cuccia (* 24. November 1907 in Rom; † 23. Juni 2000 in Mailand) war ein italienischer Bankier.

## Leben
Cuccia entstammte einer Familie sizilianischer Herkunft. Nach seinem Studium der Rechtswissenschaften arbeitete er zunächst bei der Staatsholding IRI, dann bei der Banca d’Italia. Kurz vor Ausbruch des Zweiten Weltkriegs arbeitete Cuccia in einer von Ugo La Malfa geleiteten Studienstelle der italienischen Großbank Banca Commerciale Italiana. Er wurde Antifaschist und beteiligte sich an der Resistenza. Noch während des Krieges knüpfte er Kontakte zu amerikanischen Diplomaten, die ihm nach 1943 zu entscheidenden geschäftlichen Vorteilen verhalfen.
Enrico Cuccia war 1946 an der Gründung der ersten italienischen Investmentbank Mediobanca beteiligt, in der er zunächst Generaldirektor wurde. In den Jahrzehnten danach nahm er mehr oder weniger auf alle größeren Geschäfte der italienischen Industrie Einfluss. Einen vom sizilianischen Bankier Michele Sindona angeführten Versuch, in den Machtbereich der Mediobanca einzubrechen, schob er in den 70er Jahren einen Riegel vor. In den 80er Jahren musste Cuccia seinen Posten als Vorstandsvorsitzender aus Altersgründen aufgeben, jedoch behielt er weiterhin einen erheblichen Einfluss auf Mediobanca, auf den Finanzmarkt in Mailand und auch auf die italienische Politik. In den 90er Jahren brachte ihn sein Beharren auf altmodischem, wenig transparentem Geschäftsgebaren in einen scharfen Gegensatz zum jüngeren, nach angelsächsischem Muster arbeitenden italienischen Unternehmertum.
Sein hinhaltender, z. T. steuernder Widerstand gegen die rasanten Umwälzungen in der italienischen Wirtschaft verhinderten zuletzt noch manche Brüche und Verwerfungen.
Enrico Cuccia galt als großer Kunstliebhaber. Er starb im Alter von 92 Jahren in Mailand.

### Leichenraub
Am 18. März 2001 wurde der Leichnam samt Sarg vom Friedhof in Meina gestohlen.  Zwei Wochen später wurde der Sarg mit dem Leichnam in einem Holzspeicher in Condove im Susatal gefunden. Täter war ein 39-jähriger Gießereiarbeiter, welcher sich ein Lösegeld erpressen wollte.